# Saint-Jean-de-Ceyrargues
Saint-Jean-de-Ceyrargues – miejscowość i gmina we Francji, w regionie Oksytania, w departamencie Gard.
Według danych na rok 1990 gminę zamieszkiwało 155 osób, a gęstość zaludnienia wynosiła 23 osoby/km² (wśród 1545 gmin Langwedocji-Roussillon Saint-Jean-de-Ceyrargues plasuje się na 750. miejscu pod względem liczby ludności, natomiast pod względem powierzchni na miejscu 919.).